# Jean-Claude Blin
Pour les articles homonymes, voir Blin.
Jean-Claude Blin, né le 12 mars 1946 à Esves-le-Moutier (Indre-et-Loire), est un homme politique français.

## Biographie
En mars 2015, il est élu conseiller départemental du canton d'Argenton-sur-Creuse en tandem avec Jocelyne Giraud,.

## Détail des fonctions et des mandats
Mandat parlementaire
- 29 juillet 1988 - 1er avril 1993 : Député de la 2e circonscription de l'Indre[5],[6]